# Таборы (муниципальное образование Алапаевское)
Таборы — деревня в Алапаевском районе Свердловской области России. Входит в муниципальное образование Алапаевское. Управляется Коптеловским территориальным управлением.

## География
Деревня располагается на левом берегу реки Реж, в 20 километрах от города Алапаевска.

### Часовой пояс
Таборы, как и вся Свердловская область, находится в часовой зоне МСК+2. Смещение применяемого времени относительно UTC составляет +5:00.

## Население
| 2002 | 2010 |
| ---- | ---- |
| 164  | ↘137 |

## Инфраструктура
В Таборах пять улиц: Береговая, Зелёная, Молодёжная, Победы и Полевая.